# Proserpinus juanita
The Juanita Sphinx (Proserpinus juanita) là một loài bướm đêm thuộc họ Sphingidae. Nó được tìm thấy ở North Dakota phía nam đến Arizona and phía đông đến Missouri và Texas.

## Beskrivning

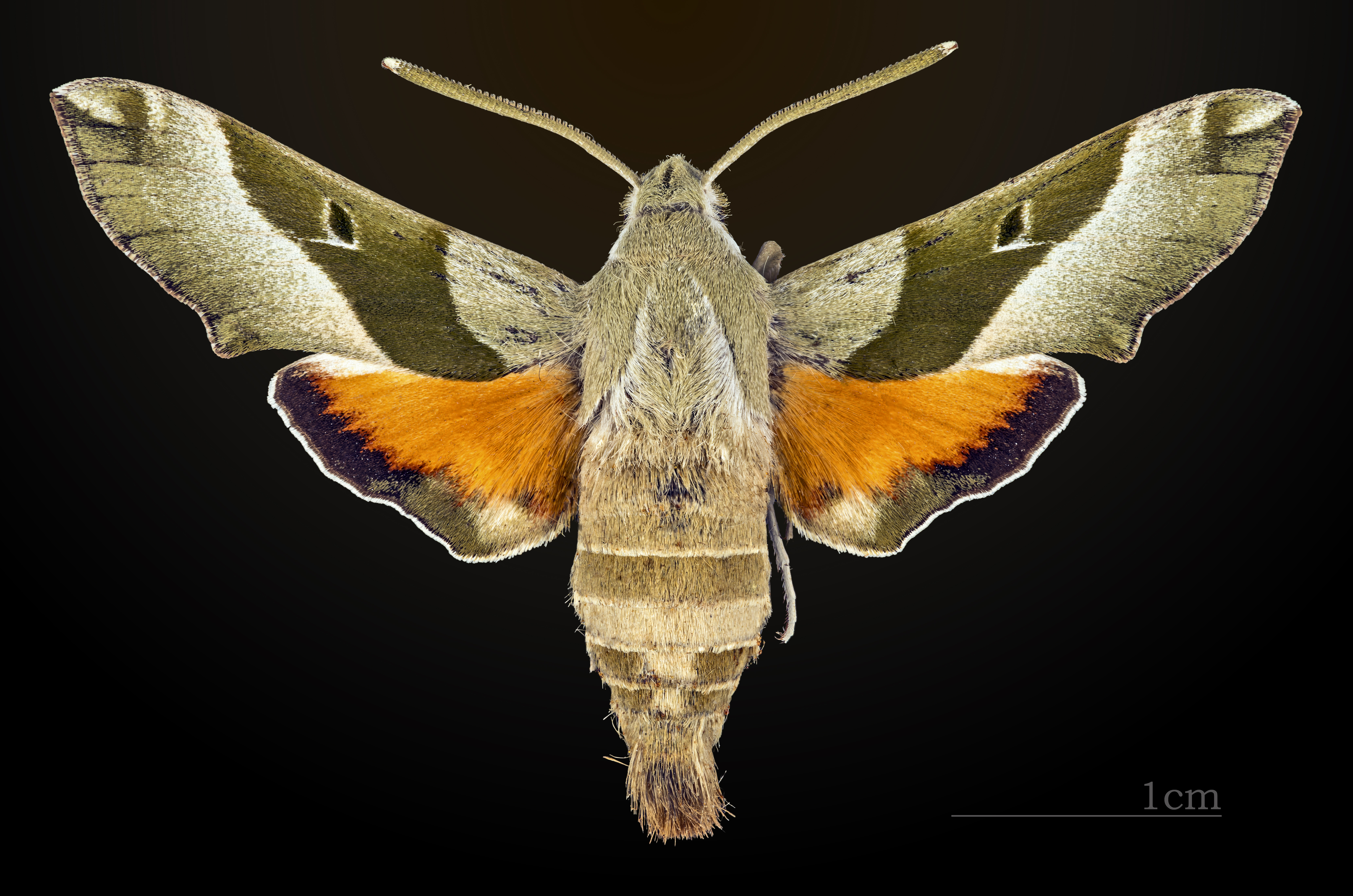
♂
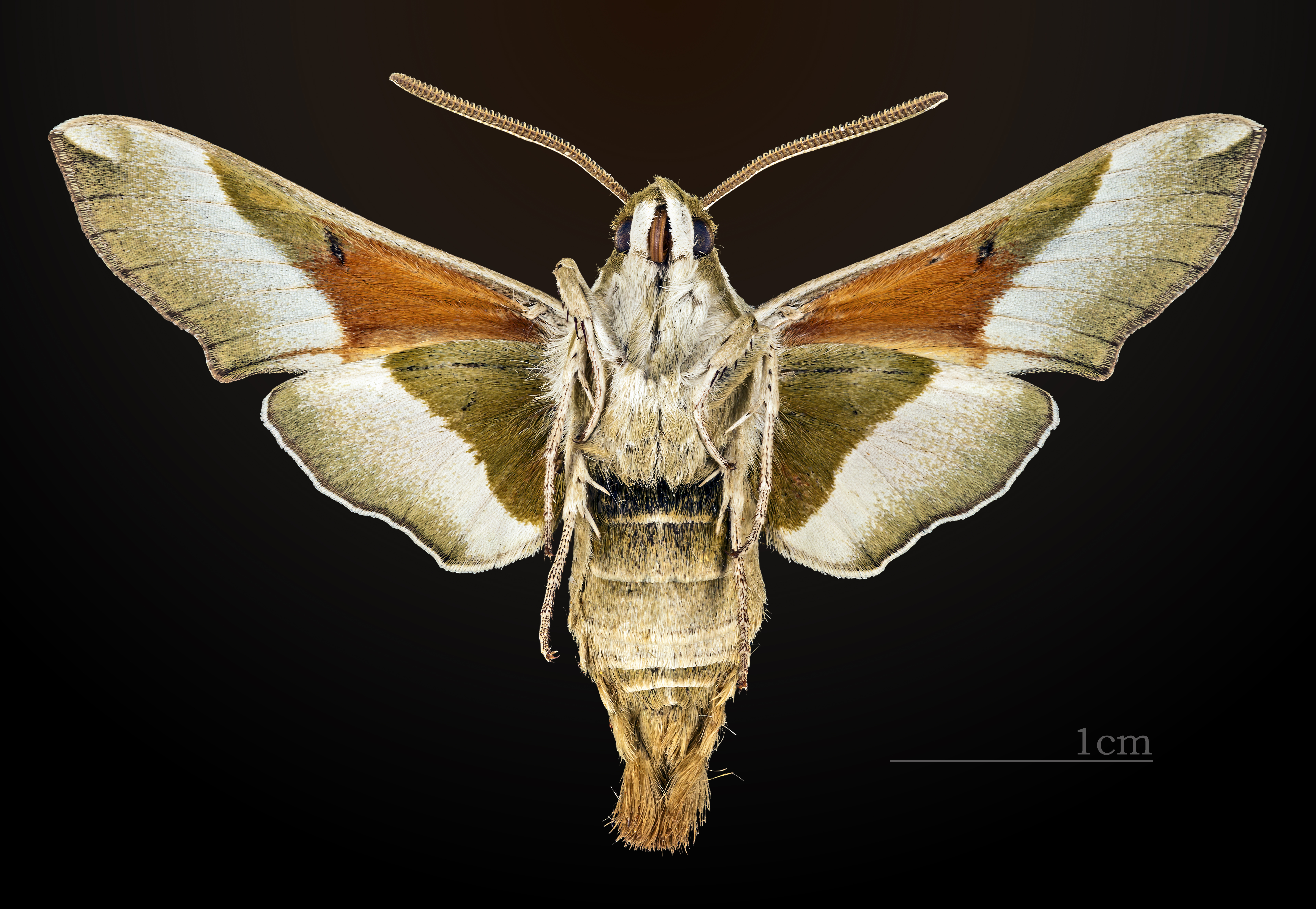
♂ △

## Sự miêu tả
Sải cánh dài 45–64 mm.

## Môn sinh học
Ấu trùng ăn Onagraceae species, bao gồm Oenothera, Gaura và Epilobium species